# Ахмед Делия
Ахмед Делия (1850 – 1913) е албански национален герой, борец за свобода и член на Призренската лига по време на албанските борби за независимост.

## Биография
Роден в село Преказ, район Дреница (в тогавашната Османска империя, сега част от Косово), неговият баща Дели Прекази е бил от основателите на лигата. Ахмед Делия става активен по време на албанските съпротивителни войни срещу нахлулата сръбска армия през 1912 г. Той става една от най-важните фигури в албанската борба за свобода, когато защитава къща в Преказ, атакувана от сръбски сили през 1912 г. Група от 12 сръбски войници, влизат в селото и започват да грабят, палят и убиват цивилни албанци. 63-годишния Делия забелязва войниците, докато тормозят съседа му Халил и семейството му на двора.
Когато Делия чува плачещите жени и деца, решава да им помогне. Той вика сина си Мурсел и кмета на селото Раме Ислами. Слабо въоръжени, Делия с брадва а другите с лопати те нападат войниците. Когато Делия влиза в двора, другите двама залостват вратата за да не могат да избягат войниците. Приближавайки първия войник, Делия замахва с брадвата и го убива незабавно. Сръбските войници решават да наобиколят Делия, но тогава и синът му Мурсел ги атакува. Убивайки един, успява да взема пушката му и застрелва няколко.
Ахмед Делия продължавайки да размахва брадвата си срещу сръбските войници, успява да убие няколко а другите са неутрализирани от Мурсел и Раме Ислами. Един войник успява да стреля, ранявайки Делия, но е убит от Мурсел, който го удушава. Схватката приключва с 11 убити сръбски войници, един Йован Радославлевич се опитва да избяга но е заловен от Раме Ислами. Делия го пощадява само за да предупреди сръбския крал, какво го очаква всеки, който се опитва за завладее албанските земи. По-късно същия ден Ахмед Делия умира от получената огнестрелна рана а селото е многократно нападано през годината. По време на Косовската война през 1998 г. сръбските сили подпалват цялото село.